# آنیکا ۸۱۷
سیارک ۸۱۷ (به انگلیسی: 817 Annika، نامگذاری:1916YW) هشتصد و هفدهمین سیارک کشف شده‌است که در ۶ فوریه ۱۹۱۶ و در هایدلبرگ کشف شد.
قدر مطلق سیارک برابر ۱۰٫۸۰ است.